# Alice în Țara Minunilor (film din 2010)
Alice în Țara Minunilor (în engleză Alice in Wonderland) este un film fantastic de aventuri din 2010, regizat de Tim Burton, scenariul Linda Woolverton, în care interpretează Mia Wasikowska, Johnny Depp, Helena Bonham Carter, Anne Hathaway, Crispin Glover, Michael Sheen și Stephen Fry. 
Acest film este o adaptare live-action a filmului Alice în Țara Minunilor (1951), la rândul său inspirat de romanele lui Lewis Carroll, „Alice's Adventures in Wonderland” (Aventurile lui Alice în Țara Minunilor) și „Through the Looking-Glass”. Filmul folosește o tehnică de combinație a animației cu scenele reale.

## Povestea
În film, Alice are acum nouăsprezece ani și accidental revine în Lumea de Jos (uitată de Alice și despre care crede că ar putea fi numită Țara Minunilor), un loc pe care ea l-a vizitat cu treisprezece ani în urmă. Se pare că ea este singura care poate ucide pe Jabberwocky, o creatură asemănătoare dragonului controlat de Regina Roșie care teroriza locuitorii din Lumea de Jos. Burton prezintă povestea originală din Țara Minunilor unde întotdeauna o fată se rătăcește trecând de la un personaj ciudat la altul și niciodată nu simte o conexiune din punct de vedere emotional, astfel că regizorul a vrut să facă o poveste emoțională și nu o serie de evenimente. El nu vede acest lucru ca pe o continuare a filmelor anterioare, nici ca pe o refacere a povestirii.

## Distribuție
- Mia Wasikowska - Alice
- Johnny Depp - Mad Hatter
- Anne Hathaway - White Queen
- Helena Bonham Carter - Red Queen
- Alan Rickman - Absolem
- Michael Sheen - White Rabbit
- Stephen Fry - Cheshire Cat
- Christopher Lee - Jabberwocky
- Timothy Spall - Blooddog
- Crispin Glover - Knave of Hearts
- Matt Lucas - Tweedledum & Tweedledee
- Barbara Windsor - Mallymkun, the Dormouse
- Paul Whitehouse - The March Hare

## Lansare
Filmul a avut premiera în Londra, la Odeon Leicester Square, pe 25 februarie 2010, și a fost lansat în Australia pe 4 martie 2010, în Statele Unite și Regatul Unit la 5 martie 2010, prin IMAX 3D și Digital 3D Disney, precum și în cinematografele tradiționale. Este pe locul 1 la încasări în 2010 și pe poziția a 28-a la încasări din toate timpurile.